# Francesco Grandolfo
Francesco Grandolfo (Castellana Grotte, 26 luglio 1992) è un calciatore italiano, attaccante del Trapani.

## Caratteristiche tecniche
Grandolfo è un centravanti mancino, in possesso di un discreto senso della posizione, abile ad inserirsi tra gli spazi, che predilige difendere la sfera con il fisico in modo da favorire gli inserimenti dei compagni. Bortolo Mutti, suo ex tecnico al Bari, lo ha paragonato a Sergio Floccari.

## Carriera
Muove i suoi primi passi nelle giovanili della Pro Inter di Bari, prima di approdare al Bari nel 2009, che lo aggrega alla formazione Primavera. Esordisce in Serie A il 7 maggio 2011 contro il Palermo, subentrando all'81' al posto di Erik Huseklepp. Il 22 maggio seguente, all'ultima giornata di campionato, segna una tripletta nel match vinto per 4-0 sul campo del Bologna, diventando così il primo calciatore nella storia del Bari a realizzare tre gol in trasferta in Serie A; il 4-0 rifilato al Bologna risulta essere anche la vittoria esterna più larga dei biancorossi in massima serie.
Il 31 agosto 2011 passa al Chievo in prestito con diritto di riscatto. Esordisce con i clivensi il 21 aprile 2012 contro l'Udinese, subentrando all'88' al posto di Alberto Paloschi. Complice la presenza in rosa di Pellissier, Moscardelli, Théréau e Paloschi, viene relegato ai margini della rosa, giocando solo due spezzoni di gara. 
A fine stagione il Chievo decide di non riscattarlo ed il giocatore fa quindi ritorno al Bari. Alla ricerca di un maggior minutaggio, passa in prestito al Tritium e al Savona, in Lega Pro Prima Divisione. Rimasto svincolato, il 4 settembre 2014 passa a parametro zero alla Correggese, in Serie D. Dopo aver messo a segno 22 reti in campionato, il 12 luglio 2015 torna in Puglia accordandosi con la Fidelis Andria, in Lega Pro.
Il 4 agosto 2016 passa al Bassano Virtus, firmando un accordo biennale. Il 19 novembre 2017 si infortuna alla mezz'ora di gioco nella sfida contro la Sambenedettese, riportando la lesione al legamento crociato anteriore del ginocchio sinistro, terminando con largo anticipo la stagione. A fine stagione l'imprenditore Renzo Rosso rileva all'asta il Vicenza, fondendo le due società. Non rientrando nei progetti tecnici della squadra, rimane svincolato.
Il 17 luglio 2018 viene tesserato dalla Virtus Verona. Nonostante la retrocessione della squadra in Serie D, è autore di una stagione positiva. Il 10 luglio 2019 si accorda con la Vis Pesaro, firmando un contratto annuale - con opzione di rinnovo legata alle prestazioni - da circa 50.000 euro a stagione. Il 9 gennaio 2020 firma un contratto di sei mesi con la Sambenedettese.
Il 7 settembre 2020 si accorda a parametro zero con il Legnago, in Serie C. Il 31 luglio 2021 viene tesserato dal Monopoli. Il 14 luglio 2022 viene ingaggiato dall'Arzignano Valchiampo.
Dal primo febbraio 2024 ritorna e sottoscrive un nuovo contratto fino al 30 giugno 2025 con il Monopoli.

## Statistiche

### Presenze e reti nei club
Statistiche aggiornate al 14 maggio 2025.
| Stagione                    | Squadra                     | Campionato                  | Campionato | Campionato | Coppe nazionali | Coppe nazionali | Coppe nazionali | Coppe continentali | Coppe continentali | Coppe continentali | Altre coppe | Altre coppe | Altre coppe | Totale | Totale |
| Stagione                    | Squadra                     | Comp                        | Pres       | Reti       | Comp            | Pres            | Reti            | Comp               | Pres               | Reti               | Comp        | Pres        | Reti        | Pres   | Reti   |
| --------------------------- | --------------------------- | --------------------------- | ---------- | ---------- | --------------- | --------------- | --------------- | ------------------ | ------------------ | ------------------ | ----------- | ----------- | ----------- | ------ | ------ |
| 2010-2011                   | Bari                        | A                           | 3          | 3          | CI              | 0               | 0               | -                  | -                  | -                  | -           | -           | -           | 3      | 3      |
| 2011-2012                   | Chievo                      | A                           | 2          | 0          | CI              | 0               | 0               | -                  | -                  | -                  | -           | -           | -           | 2      | 0      |
| 2012-gen. 2013              | Bari                        | B                           | 6          | 0          | CI              | 0               | 0               | -                  | -                  | -                  | -           |             | -           | 6      | 0      |
| Totale Bari                 | Totale Bari                 | Totale Bari                 | 9          | 3          |                 | 0               | 0               |                    | -                  | -                  | -           | -           | -           | 9      | 3      |
| gen.-giu. 2013              | Tritium                     | 1D                          | 13         | 1          | CI-LP           | -               | -               | -                  | -                  | -                  | -           | -           | -           | 13     | 1      |
| 2013-2014                   | Savona                      | 1D                          | 13+1       | 1          | CI+CI-LP        | 1+1             | 0               | -                  | -                  | -                  | -           | -           | -           | 16     | 1      |
| 2014-2015                   | Correggese                  | D                           | 37+1       | 22         | CI-D            | 2               | 1               | -                  | -                  | -                  | -           | -           | -           | 40     | 23     |
| 2015-2016                   | Fidelis Andria              | LP                          | 29         | 6          | CI-LP           | 2               | 3               | -                  | -                  | -                  | -           | -           | -           | 31     | 9      |
| 2016-2017                   | Bassano                     | LP                          | 30+1       | 11         | CI+CI-LP        | 0+1             | 0               | -                  | -                  | -                  | -           | -           | -           | 32     | 11     |
| 2017-2018                   | Bassano                     | C                           | 14         | 1          | CI+CI-C         | 1+0             | 0               | -                  | -                  | -                  | -           | -           | -           | 15     | 1      |
| Totale Bassano              | Totale Bassano              | Totale Bassano              | 44+1       | 12         |                 | 2               | 0               |                    | -                  | -                  | -           | -           | -           | 47     | 12     |
| 2018-2019                   | Virtus Verona               | C                           | 33+2       | 4          | CI-C            | 2               | 1               | -                  | -                  | -                  | -           | -           | -           | 37     | 5      |
| 2019-gen. 2020              | Vis Pesaro                  | C                           | 18         | 2          | CI-C            | 2               | 0               | -                  | -                  | -                  | -           | -           | -           | 20     | 2      |
| gen.-giu. 2020              | Sambenedettese              | C                           | 7+1        | 1          | CI-C            | -               | -               | -                  | -                  | -                  | -           | -           | -           | 8      | 1      |
| 2020-2021                   | Legnago                     | C                           | 38+2       | 8          | -               | -               | -               | -                  | -                  | -                  | -           | -           | -           | 40     | 8      |
| 2021-2022                   | Monopoli                    | C                           | 33+6       | 8          | CI-C            | 1               | 1               | -                  | -                  | -                  | -           | -           | -           | 40     | 9      |
| 2022-2023                   | Arzignano Valchiampo        | C                           | 33+1       | 6          | CI-C            | 2               | 0               | -                  | -                  | -                  | -           | -           | -           | 36     | 6      |
| 2023-feb. 2024              | Arzignano Valchiampo        | C                           | 18         | 4          | CI-C            | 1               | 0               | -                  | -                  | -                  | -           | -           | -           | 19     | 4      |
| Totale Arzignano Valchiampo | Totale Arzignano Valchiampo | Totale Arzignano Valchiampo | 51+1       | 10         |                 | 3               | 0               |                    | -                  | -                  | -           | -           | -           | 55     | 10     |
| feb.-giu. 2024              | Monopoli                    | C                           | 12+2       | 1          | CI-C            | -               | -               | -                  | -                  | -                  | -           | -           | -           | 14     | 1      |
| 2024-2025                   | Monopoli                    | C                           | 32+2       | 12         | CI-C            | 1               | 0               | -                  | -                  | -                  | -           | -           | -           | 35     | 12     |
| Totale Monopoli             | Totale Monopoli             | Totale Monopoli             | 77+10      | 21         |                 | 2               | 1               |                    | -                  | -                  | -           | -           | -           | 89     | 22     |
| Totale carriera             | Totale carriera             | Totale carriera             | 392        | 91         |                 | 17              | 6               |                    | -                  | -                  | -           | -           | -           | 407    | 97     |